# Хоплофобия
Хоплофобия, или гоплофобия (от др.-греч. ὅπλον — оружие и др.-греч. φόβος — страх), — страх и неприязнь по отношению к оружию и к вооружённым гражданам.
Этот политический неологизм придуман американским военным офицером в отставке Джеффом Купером как уничижительный термин для описания «иррационального отвращения к оружию».
В некоторых медицинских словарях хоплофобия упоминается как фобия и боязнь перед оружием, в первую очередь огнестрельным.

## Происхождение термина
Писатель, полковник морской пехоты в отставке и известный эксперт в области оружия Джефф Купер утверждает, что придумал термин в 1962 году, чтобы описать то, что он определил как «психическое расстройство, состоящее из беспричинного ужаса перед техническими приспособлениями, в частности, огнестрельным оружием». 
Я придумал термин «хоплофобия» в 1962 году в ответ на осознанную потребность в слове для описания умственного помрачения, состоящего из необоснованного ужаса перед инструментами, в частности перед оружием. Наиболее распространенным проявлением хоплофобии является идея о том, что инструменты обладают собственной волей, помимо воли своего пользователя. […]Таким образом, хоплофобия является полезным словом, но, как и все слова, оно должно использоваться правильно.
Термин был основан из двух греческих слов др.-греч. ὅπλον — оружие и др.-греч. φόβος — страх. Не являясь психиатром, Купер использовал термин как альтернативу другим английским жаргонизмам, принятым в американской оружейной среде: «Мы читаем об „отхватывающих оружие“ (gun grabbers) и „антиоружейных фанатиках“ (anti-gun nuts), но эти термины не объясняют такого поведения». Куппер отнес это поведение к иррациональному страху огнестрельного оружия и других видов оружия. Мнение Купера заключается в том, что «наиболее распространенным проявлением хоплофобии является идея о том, что инструменты, в частности оружие, обладают собственной волей, независимо от их пользователей». В своей статье на страницах Питсбург Трибьюн Ревю обозреватель Дмитрий Вассиларос утверждает, что этот термин был задуман Купером как насмешка с целью высмеивания тех, кто наделяет оружие свободной волей.

## Медицинский статус
Хоплофобия не принадлежит к фобиям, перечисленным в Диагностическом и статистическом руководстве по психическим расстройствам, которое публикуется Американской психиатрической ассоциацией. Однако термин включен в Энциклопедию фобий, страхов и тревог (третье издание), а также в Оксфордский словарь психологии.
Смысл и использование термина, которое заложил Куппер, выходит за пределы определения фобии, используемых в Диагностическом и статистическом руководстве по психическим расстройствам. Например, одним из диагностических критериев фобий является то, что человек осознаёт и признаёт, что его страх иррационален и зачастую вызывает какое-то функциональное нарушение. Истинные фобии огнестрельного и других видов оружия в медицинском определении этого слова существуют, но встречаются не так часто.